# Elektrolyt
En elektrolyt er en væske, der elektrokemisk muliggør en proces, f.eks. op- og afladefunktionen i et batteri. En elektrolyt indeholder frie ioner, der kan gå i forbindelse med en af polernes metal og sætte sig der som salte, eller i den omvendte funktion vandre ud i væsken, efterladende det rene metal på polen. I større væskefyldte batterier er det muligt at få et indblik i ladetilstanden ved at måle densiteten af elektrolytten, idet denne har forskellig vægtfylde, alt efter om væsken har høj koncentration af ioner eller om de sidder på polpladerne i form af salte.
Ordet elektrolyt blev skabt/opfundet af videnskabsmanden Michael Faraday.

Elektrolytvæsken til blyakkumulatorer er fortyndet svovlsyre og stærkt ætsende. Batteriet er opladet, når densiteten er 1,260 g/cm³ ved 20 °C. Kontroller, at elektrolytvæsken har samme vægtfylde (variation på ±0,01 er OK) i alle celler. Da elektrolytten kan lække ud i små mængder, evt. som dampe, er det nødvendigt at holde batteriet rent. Rengør og spænd kabelpolerne, smør dem ind i fedt.
I almindelige tørbatterier er der også en elektrolyt – den er bare opsuget i et egnet materiale.
I alkaliske batterier og i genopladelige batterier er elektrolytten en base, ofte Kaliumhydroxid (KOH).
I en elektrolytkondensator er elektrolyttens opgave kun at lede elektriciteten.
Det elektriskee felt i en elektrolyt kan bl.a. beskrives med Debye-Hückel-ligningen og Poisson-Boltzmann-ligningen. Den karakteristiske længdeskala i en elektrolyt er da Debye-længden.